# Palon di Resy
Il Palon di Resy (2.675 m s.l.m.) è una montagna delle Alpi Pennine che si trova in Val d'Ayas.

## Caratteristiche

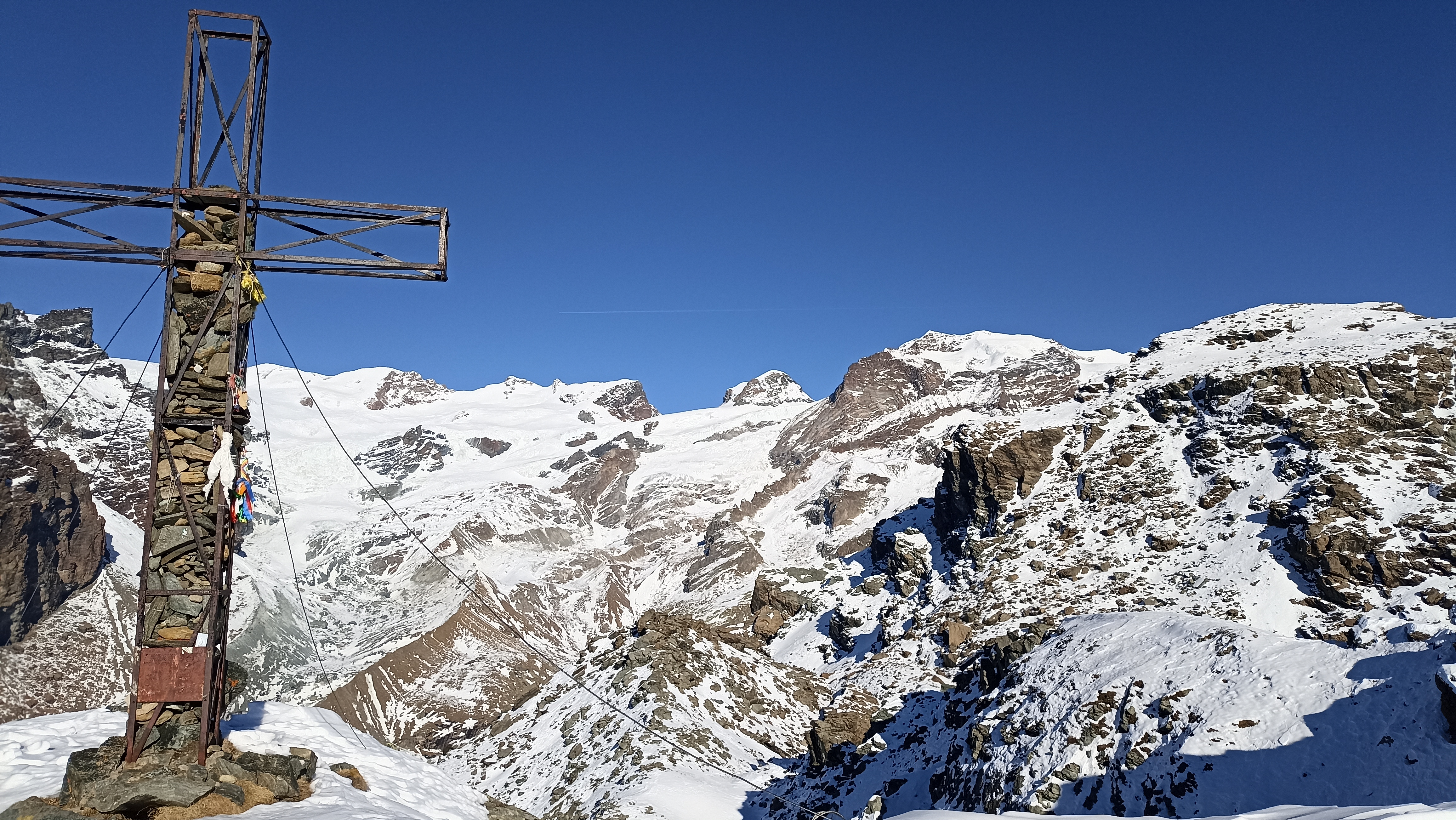
La croce di vetta e l'alta val d'Ayas con il Castore ed il Polluce sullo sfondo.

La montagna è sormontata da una grande croce metallica.
Dalla vetta della montagna si gode di ampio panorama su diverse vette che chiudono la val d'Ayas.

## Ascensione alla vetta
Per salire sulla montagna si può partire da Saint-Jacques-des-Allemands. Da Saint-Jacques si seguono le indicazioni che conducono al rifugio Guide Frachey ed al rifugio Ferraro. Superati i due rifugi ci si inoltra nel vallone della Forca. Più avanti sulla sinistra inizia il sentiero che risale il fianco sud della montagna.
La montagna è accessibile anche nella stagione invernale.